# 満願寺 (熊本県南小国町)
満願寺（まんがんじ）は、熊本県阿蘇郡南小国町満願寺にある高野山真言宗の寺院である。山号は立護山。本尊は地蔵菩薩。九州観音霊場三十三ヶ所第16番。

## 歴史

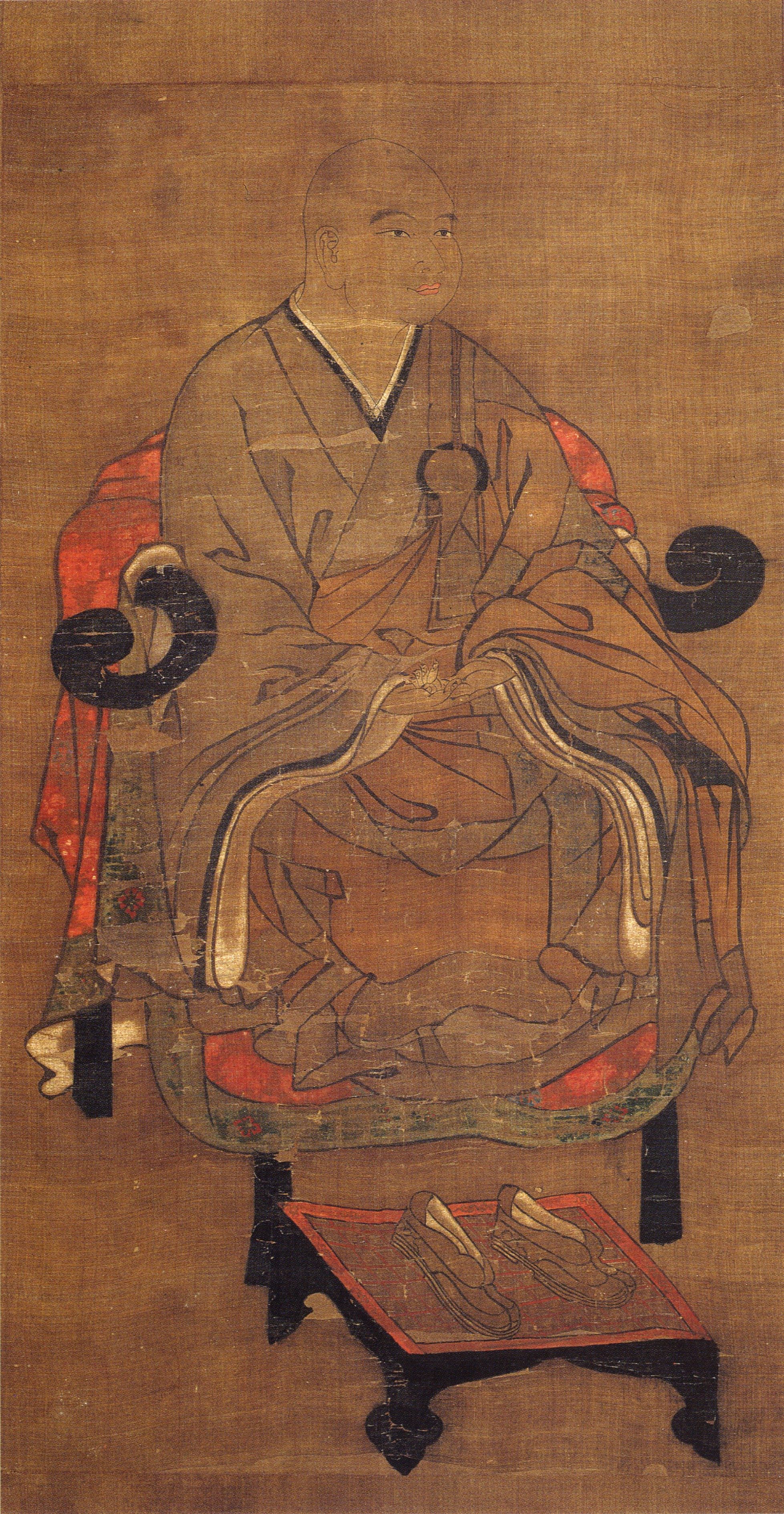
満願寺所蔵の伝北条時宗像、実際には定宗像とも。

小国郷は鎌倉時代に承久の乱により公家の葉室氏から北条氏の所領となった。満願寺は文永11年（1274年）、文永の役の際、鎮西奉行北条時定が国土安泰を祈願して建立したと伝える。

## 文化財
重要文化財（国指定）
- 絹本著色伝北条時定像・伝北条時宗像 - 頂相（禅僧の肖像）形式の肖像画。伝時宗像は、実際には時定の嫡子・定宗の像と推定されている。

天然記念物（国指定）
- 金比羅スギ - 満願寺建立の折に時定が植えたと伝えられる杉。樹齢1000年、幹周り12メートル、樹高約30メートル。

その他
- 満願寺庭園（県指定名勝・史跡） - 室町時代の趣を伝え九州最古の庭園と言われる。
- 満願寺宝塔（県指定重要文化財） - 石造宝塔。文中二二年（＝文中4年・1375年）の銘がある。
- 満願寺石塔群（県指定史跡） - 北条時定・定宗・随時の墓。

他に県指定重要文化財の仏像・古文書がある。

## 所在地

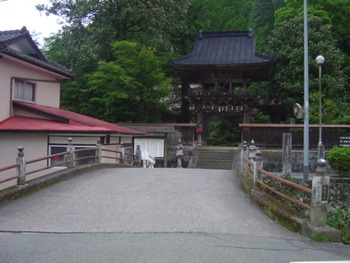
満願寺入口

- 熊本県阿蘇郡南小国町満願寺 2292

## 周辺
- 満願寺温泉
- 茶屋の原キャンプ場
- 黒川温泉

## 交通アクセス

### 公共交通機関
- 福岡から高速バス「ひた号」で日田BT下車（85分）。その後日田バスで杖立下車（40分）。その後タクシー・車で約25分。
- 久大本線日田駅（日田BT）から日田バスで杖立下車（40分）。その後タクシー・車で約25分。
- 豊肥本線阿蘇駅から九州産交バス別府行きで黒川温泉下車。その後タクシー・車で約10分。
- 豊肥本線阿蘇駅から九州産交バス別府行きで小国ゆうステーション下車、その後タクシー・車で約20分。

### 車
- 熊本インターチェンジより約80分
- 日田インターチェンジより約60分（杖立温泉経由）
- 湯布院インターチェンジより約90分（やまなみハイウェイ・黒川温泉経由）
- 菊池渓谷より約45分（熊本県道45号阿蘇公園菊池線）